# Багновик білогрудий
Багновик білогрудий (Amaurornis phoenicurus) — вид журавлеподібних птахів родини пастушкових (Rallidae). Поширений у Південній і Південно-Східній Азії.

## Поширення
Білогрудий багновик широко поширений на всьому Індійському субконтиненті (включаючи Британську територію в Індійському океані) і в Південно-Східній Азії аж до Малих Зондських островів (Індонезія). На північ ареал цього виду простягається до Японії. Неважаючи на те, що він веде осілий спосіб життя майже по всьому ареалу, північні популяції взимку переміщуються на південь, а іноді можуть рухатися на захід аж до Аравії.

## Підвиди
- A. p. phoenicurus (Pennant, 1769) — Південна Азія, Малайський архіпелаг і Філіппіни;
- A. p. insularis Sharpe, 1894 — Андаманські і Нікобарські острови;
- A. p. leucomelana (S. Müller, 1842) — Сулавесі, Західні Молуккські та Малі Зондські острови.

## Опис
Дорослі птахи мають переважно темно-сірі верх і боки, а також білі обличчя, шию та груди. Нижня частина живота і підхвістя коричневого або білого кольору. Тіло сплюснуте з боків, щоб легше проходити через очерет або підлісок. У них довгі пальці, короткий хвіст, жовтий дзьоб і ноги. Статі схожі, але самки трохи менші. Пухові курчата чорні, як і у всіх пастушків.